# ジューダス (レディー・ガガの曲)
「ジューダス」（英: Judas=ユダ）は、アメリカ合衆国のレコーディングアーティストレディー・ガガの楽曲である。彼女の3作目のスタジオ・アルバム『ボーン・ディス・ウェイ』からの2枚目のシングルとしてインタースコープ・レコードから2011年4月19日に発売される予定であったが、低音質音源のリーク騒動などを受け、4月16日に早められた。ガガとレッドワンによって書かれ、プロデュースされたこの歌は、ダンスソングである。
ミュージック・ビデオの監督は過去にガガの「バッド・ロマンス」を手がけたローリアン・ギブソンとガガが共同で行う。

## トラック・リスト
| - デジタル・ダウンロード 1. ジューダス – 4:09 - CDシングル 1. ジューダス – 4:10 2. ボーン・ディス・ウェイ(ツイン・シャドウ リミックス) – 4:19 - ジューダス - ザ・リミックス 1. ジューダス (ゴールドフラップ リミックス) – 4:42 2. ジューダス (ハーツ リミックス) – 3:57 3. ジューダス (ミラーズ Une Autre Monde – Nuit) – 6:14 4. ジューダス (Guéna LG Club Mix) – 7:41 5. ジューダス (ジョン・ダールバック リミックス) – 6:01 6. ジューダス (クリス・ライク リミックス) – 5:09 7. ジューダス (R3HAB リミックス) – 4:56 | - ボーナストラックシングル 1. ジューダス (トーマス・ゴールド リミックス) – 5:32 - ジューダス - ザ・リミックス・パート1 1. ジューダス (ゴールドフラップ リミックス) – 4:42 2. ジューダス (ハーツ リミックス) – 3:56 3. ジューダス (ミラース Une Autre Monde – Nuit) – 6:14 4. ジューダス (Guéna LG Club Mix) – 7:40 - ジューダス - ザ・リミックス・パート2 1. ジューダス (ロイクソップ ヨーロッパ・インバソル・ミックス) – 3:15 2. ジューダス (ジョン・ダールバック リミックス) – 6:00 3. ジューダス (クリス・ライク リミックス) – 5:09 4. ジューダス (R3HAB リミックス) – 4:56 5. ジューダス (ミラーズ Une Autre Monde Mix – Jour) – 4:17 |

## チャート
| チャート (2011年)                       | 最高 順位 |
| --------------------------------------- | --------- |
| オーストラリアシングルチャート          | 6         |
| オーストリアシングルチャート            | 6         |
| ベルギーシングルチャート (フランダース) | 6         |
| ベルギーシングルチャート (ワーロン地域) | 4         |
| Canadian Hot 100                        | 8         |
| チェコ・エアプレイチャート              | 18        |
| デンマークシングルチャート              | 10        |
| Dutch Top 40                            | 24        |
| フィンランドシングルチャート            | 3         |
| フランスシングルチャート                | 7         |
| ドイツシングルチャート                  | 23        |
| ハンガリーシングルチャート              | 3         |
| アイルランドシングルチャート            | 4         |
| イタリアシングルチャート                | 3         |
| Japan Hot 100                           | 3         |
| RIAJ有料音楽配信チャート                | 8         |
| ニュージーランドシングルチャート        | 12        |
| ノルウェイシングルチャート              | 3         |
| スコットランドシングルチャート          | 5         |
| スロバキア・エアプレイチャート          | 4         |
| 韓国・ガオンチャート                    | 1         |
| スペインシングルチャート                | 6         |
| スウェーデンシングルチャート            | 7         |
| スイスシングルチャート                  | 8         |
| 全英シングルチャート                    | 8         |
| アメリカ Billboard Hot 100              | 10        |
| アメリカ Adult Pop Songs                | 40        |
| アメリカ Hot Dance Club Songs           | 1         |
| アメリカ Latin Pop Songs                | 22        |
| アメリカ Pop Songs                      | 15        |

### 認定
| 地域           | 認定     |
| -------------- | -------- |
| オーストラリア | ゴールド |

## ラジオ放送と発売日一覧
| 地域           | 情報          | 規格                                |
| -------------- | ------------- | ----------------------------------- |
| アメリカ合衆国 | 2011年4月15日 | デジタル・ダウンロード              |
| 世界           |               | デジタル・ダウンロード              |
| 韓国           | 2011年4月18日 | デジタル・ダウンロード              |
| アメリカ合衆国 | 2011年4月26日 | メインストリームラジオ              |
| ドイツ         | 2011年5月13日 | CDシングル                          |
| ポーランド     | 2011年5月13日 | CDシングル                          |
| イギリス       | 2011年5月16日 | CDシングル                          |
| アメリカ合衆国 | 2011年5月16日 | デジタル・ダウンロード - リミックス |
| オーストラリア | 2011年5月16日 | デジタル・ダウンロード - リミックス |
| イギリス       | 2011年5月16日 | デジタル・ダウンロード - リミックス |
| イタリア       | 2011年5月17日 | CDシングル                          |
| アメリカ合衆国 | 2011年5月24日 | CDシングル                          |
| 日本           | 2011年5月30日 | デジタル・ダウンロード - リミックス |
| ドイツ         | 2011年6月1日  | CDシングル – リミックス・パート2    |
| 日本           | 2015年7月22日 | CDシングル                          |